# دانيال روز
دانيال روز (بالإنجليزية: Daniel Rose)‏ هو سياسي أمريكي، ولد في 31 يوليو 1772 في كونيتيكت في الولايات المتحدة، وتوفي في 25 أكتوبر 1833 في Thomaston, Maine ‏ في الولايات المتحدة. نشط حزبياً في الحزب الجمهوري الديمقراطي. وقد انتخب حاكم مين ‏ (2 يناير 1822 – 5 يناير 1822).